# Шампаньяк-ла-Ноай
Шампанья́к-ла-Ноа́й (фр. Champagnac-la-Noaille, окс. Champanhac la Noalha) — коммуна во Франции, находится в регионе Лимузен. Департамент — Коррез. Входит в состав кантона Эглетон. Округ коммуны — Тюль.
Код INSEE коммуны — 19031.
Коммуна расположена приблизительно в 400 км к югу от Парижа, в 85 км юго-восточнее Лиможа, в 21 км к востоку от Тюля.

## Население
Население коммуны на 2008 год составляло 222 человека.
| 1962 | 1968 | 1975 | 1982 | 1990 | 1999 | 2008 |
| ---- | ---- | ---- | ---- | ---- | ---- | ---- |
| 351  | 315  | 293  | 258  | 221  | 189  | 222  |

## Экономика
В 2007 году среди 121 человека в трудоспособном возрасте (15-64 лет) 84 были экономически активными, 37 — неактивными (показатель активности — 69,4 %, в 1999 году было 66,0 %). Из 84 активных работали 77 человек (43 мужчины и 34 женщины), безработных было 7 (0 мужчин и 7 женщин). Среди 37 неактивных 3 человека были учениками или студентами, 23 — пенсионерами, 11 были неактивными по другим причинам.

## Фотогалерея

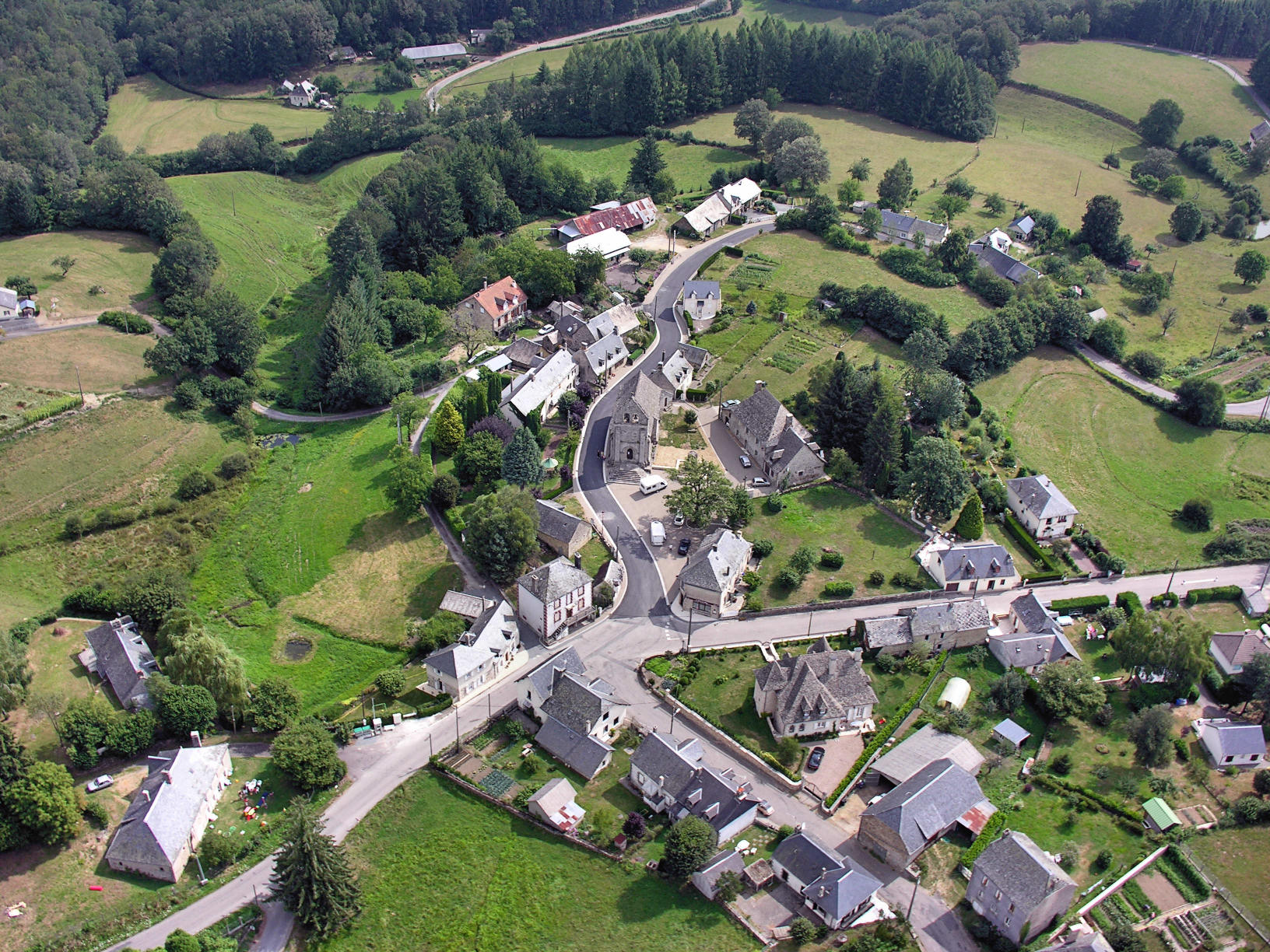
Шампаньяк-ла-Ноай
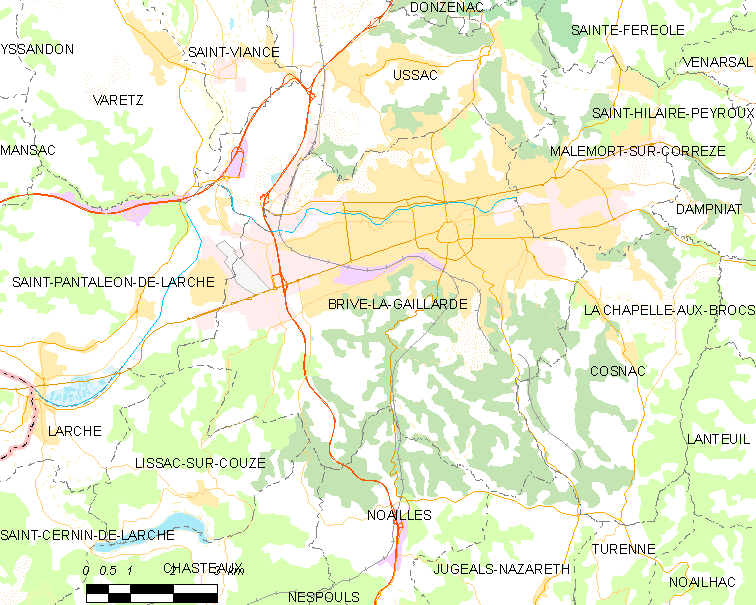
Карта коммуны